# Sachenbach (Jachenau)

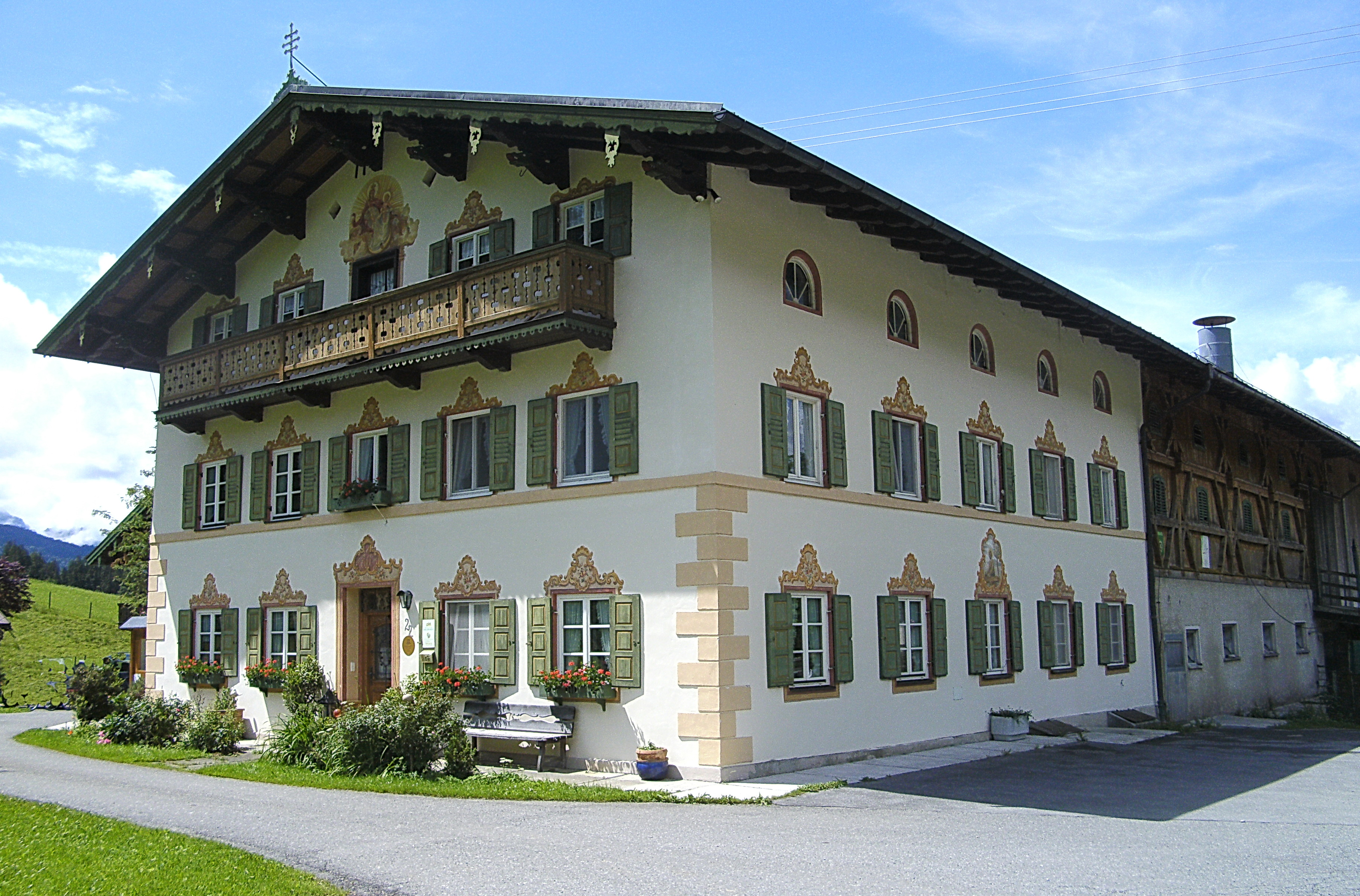
„Seppenbauer“ 2011

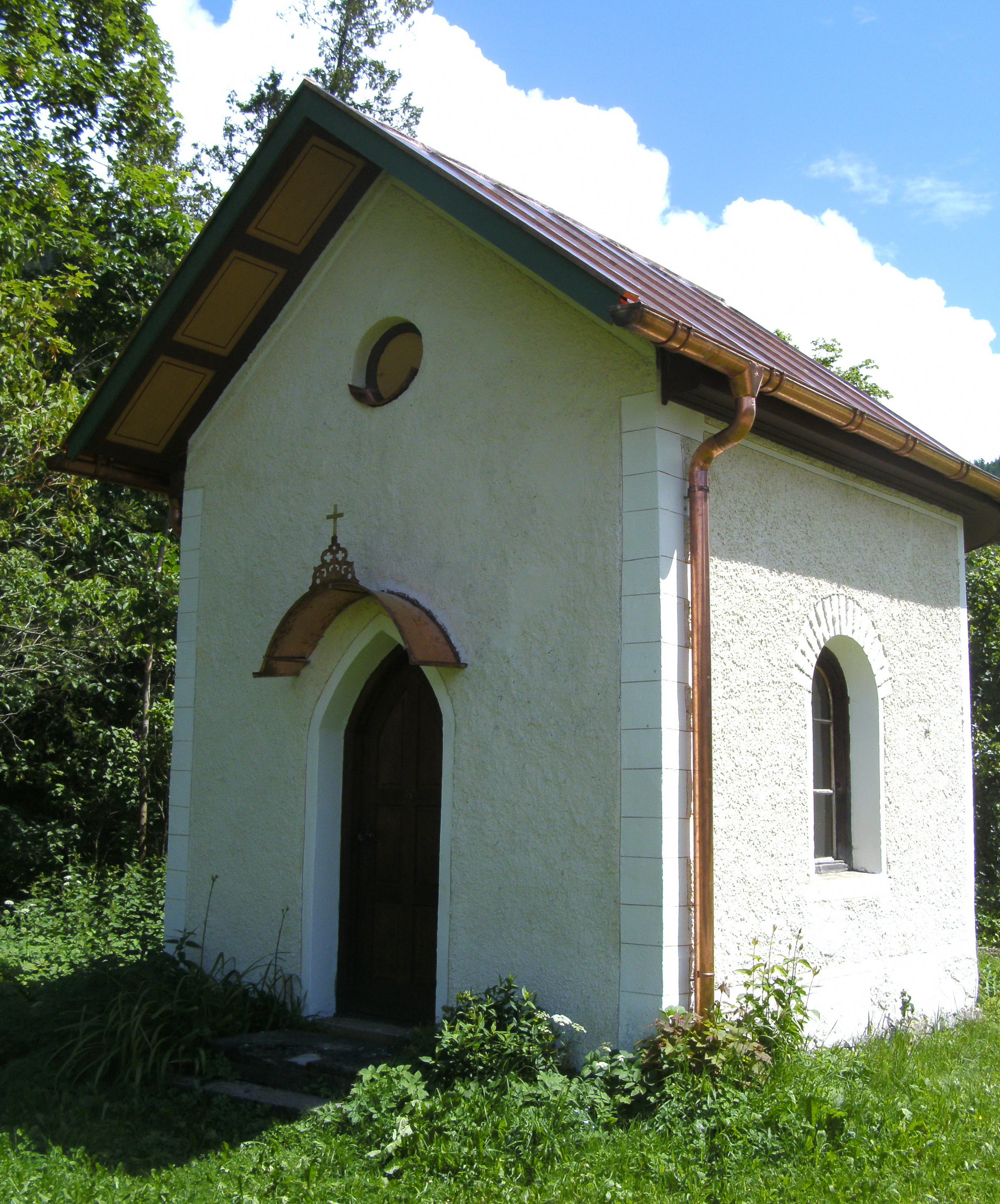
Weilerkapelle von Sachenbach

Sachenbach an der Sachenbacher Bucht nördlich der Halbinsel Hirschhörnl am Ostufer des Walchensees in Oberbayern besteht aus zwei Bauernhöfen und ist einer der 27 Ortsteile der Gemeinde Jachenau in Bayern.

## Geschichte

### Etymologie
Sachenbach bedeutet „Bach mit dem hohen Gras oder Rohrgras“.

### Entstehung und Frühe Neuzeit
In der Zeit um 1185 begann das Kloster Benediktbeuern den bisher menschenleeren Raum ostwärts des Walchensees zu roden und zu besiedeln. Nach Karl Meichelbeck, Archivar und Chronist des Klosters, wurde die Rodungstätigkeit in Sachenbach begonnen. Im Salbuch des Klosters wird „Saherbach“ 1294 erstmals genannt. Zu dieser Zeit war es nur ein Hof, der dem Kloster jährlich 100 Käse zu steuern hatte.
1597 wurde der Hof unter den beiden Brüdern Georg und Melchior Sachenbacher geteilt und per Los entschieden, wem welcher Teil zugesprochen wurde. Dem Georg fiel der nördlich des namensgebenden Baches gelegene Hof zu, der heutige „Irglbauer“, Hausnummer 1 der Jachenau. Melchior übernahm den südlichen Hof, den heutigen „Seppenbauer“ mit der Hausnummer 2.
Die Sachenbacher hatten nie ein Fischrecht auf dem Walchensee, aber von jeher die Jagdaufsicht über die klösterlichen Waldungen.

### 3. Mai 1945

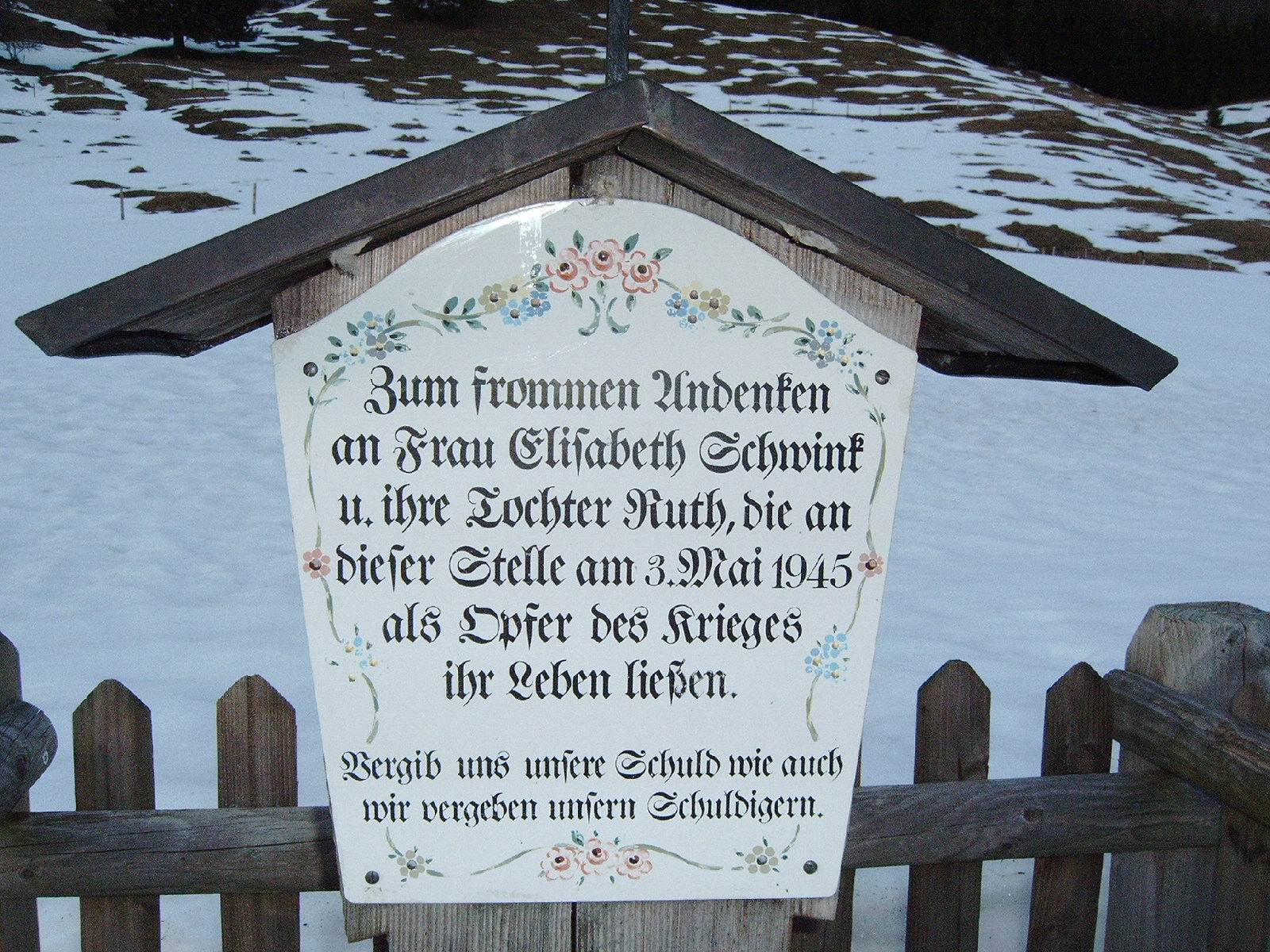
Marterl zur Erinnerung an den Tod von Elisabeth und Ruth Schwink am 3. Mai 1945 oberhalb Sachenbach

Am 3. Mai 1945 wanderten Elisabeth Schwink, ihre 14-jährige Tochter Ruth und deren Freundin Johanna Pfund (1929–2024), Tochter des Bauern Peter Pfund, vom Dorf Jachenau über Berg Richtung Sachenbach. Auf dem Sattel nach der Fieberkapelle trafen sie auf Baumsperren und junge, alkoholisierte SS-Soldaten. Elisabeth Schwink versuchte, die fanatischen Soldaten zu beschwichtigen und riet ihnen heimzugehen, da die Situation hier nicht mehr gut enden würde. Die Frauen überstiegen die Sperren und zogen weiter nach Sachenbach, wo die Mädchen beim „Irglbauer“ verblieben, während Elisabeth Schwink weiter Richtung Urfeld ging und dort Verbindung mit den heranrückenden Amerikanern aufnahm, um die Jachenau und deren Bevölkerung vor Schäden zu bewahren. Im Laufe des Nachmittages kam es zu einem kurzen Gefecht zwischen den Amerikanern und den SS-Soldaten oberhalb von Sachenbach. Die Amerikaner zogen sich zurück und es kehrte wieder Ruhe ein. Die drei Frauen machten sich auf den Heimweg. Als sie auf freiem Feld in Schussentfernung der SS-Gefechtsvorposten waren, wurden sie von deren Feuer überfallen. Elisabeth und Ruth Schwink wurden tödlich getroffen, Johanna Pfund mit drei Schüssen schwerst verletzt. Dennoch raffte sie sich auf, lief zurück nach Sachenbach und brach vor dem Hof des Irglbauern zusammen. Dieser und amerikanische Sanitäter kümmerten sich um die Erstversorgung und den Transport nach Walchensee, wo Johanna von den Ärzten einer Genesendenkompanie bei Kerzenlicht erfolgreich operiert wurde.
An der Staatsstraße 2072, ca. 600 m oberhalb von Sachenbach in Richtung Jachenau erinnert ein vom Ehemann und Vater Otto Schwink, nach dem Krieg Direktor des Fremdenverkehrsverbandes München und Südbayern, errichtetes Marterl an das Geschehen vom 3. Mai 1945.

### Einwohnerentwicklung
Zum Stand der Volkszählung am 25. Mai 1987 wurden 14 Einwohner in fünf Gebäuden mit Wohnraum nachgewiesen. Damit wurde der Ort als Weiler typisiert.
Zum Stand des Zensus am 9. Mai 2011 waren 12 Einwohner festzustellen, zum 15. Mai 2022 nurmehr 6 Einwohner.

## Verkehr
Sachenbach ist mit dem Kfz nur über die Staatsstraße 2072 (Urfeld – Jachenau) erreichbar. Die Staatsstraße 2072 ist jedoch ab der Abzweigung „Zwerchweg“ 1,5 km westlich der Jachenau für den öffentlichen Verkehr gesperrt; Anlieger in Sachenbach und Einwohner der Jachenau besitzen eine Sondergenehmigung.

## Tourismus
Sachenbach (mit Kiosk) ist beliebtes Ziel der landschaftlich reizvollen Wanderungen entlang des Seeufers von Urfeld im Norden und Niedernach im Süden sowie über die Fieberkapelle von Jachenau. Zudem ist es Zwischenziel der Bergtour Kesselberg – Jochberg – Jochbergalm – Sachenbach – Urfeld am Walchensee – Kesselberg.

## Sonstiges

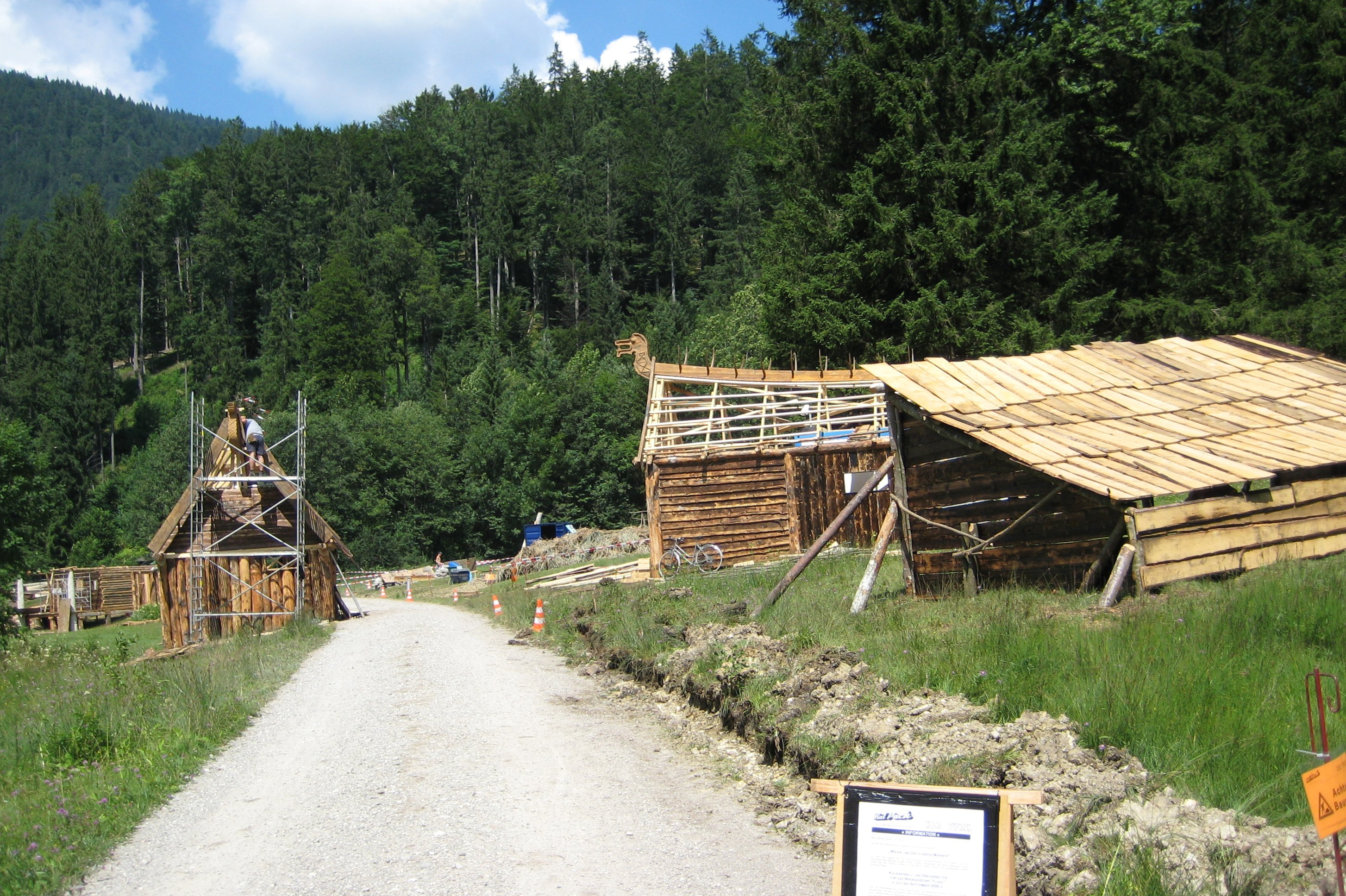
Drehort für „Wickie und die starken Männer“

Evi Sachenbacher-Stehle aus Reit im Winkl, deutsche Skilangläuferin und Biathletin der Nationalmannschaft, hat ihre genealogischen Wurzeln beim „Seppenbauer“ in Sachenbach. In der Reihe ihrer Vorfahren war es Kaspar Sachenbacher von Urfeld am Walchensee, der 1751 als Jäger nach „Reut im Winkl“ ging.
Die Sachenbacher Bucht am Walchensee diente bereits 1959 für einen Film mit historischer Thematik als Drehort der Serie Tales of the Vikings mit Christopher Lee. Im Sommer 2008 drehte der Regisseur Michael Herbig in der Sachenbacher Bucht die Realverfilmung von Wickie und die starken Männer. Zu diesem Zwecke wurde dort ein Wikingerdorf mit weiterer Ausstattung errichtet. Nach eingehender europaweiter Suche hatte man diesen Drehort erwählt.